# ميرك ستوريا
ميرك ستوريا: الفتى الكسول و فتاة القارورة (باليابانية: メルクストーリア - 癒術士と鈴のしらべ -، بالروماجي: Meruku Sutōria: Yujutsushi to Suzu no Shirabe) هي لعبة فيديو من تطوير هابي إيلمينتز، لأجهزة الأندرويد وآي أو إس، صدرت في عام 2014. اقتبست إلى مسلسل أنمي من إخراج فوميتوشي أويزاكي [الإنجليزية] ومن إنتاج استوديو إينكوراج فيلمز. عرض الأنمي في11 أكتوبر عام 2018 واستمر عرضه حتى 27 ديسمبر عام 2018، وتكون من 12 حلقة.

## القصة
تدور أحداث القصة عن يو هو معالج شاب يمتلك القدرة على ترويض الوحوش، يتلقى زجاجة غامضة من والده كهدية. عندما يلمس يو الزجاجة تظهر منها ميرك، وهي فتاة مصنوعة من السائل. ليس لدى ميرك أي ذكريات قبل أن تقابل يو وتريد معرفة المزيد عنها، لذلك انطلق الاثنان في رحلة عبر بلدان مختلفة، من أجل محاولة استعادة ذكريات ميرك .

## الشخصيات
يو (باليابانية: ユウ، بالروماجي: Yū)
أداء صوتي: موتسومي تامورا
ميرك (باليابانية: メルク، بالروماجي: Meruku)
أداء صوتي: إينوري ميناسي
توتو (باليابانية: トト، بالروماجي: Toto)
أداء صوتي: يوميري هاناموري
جامو (باليابانية: ジャモ، بالروماجي: Jamo)
أداء صوتي: تشو
الأميرة ساروديا (باليابانية: サローディア، بالروماجي: sarodia)
أداء صوتي: هونوكا إينوي
الملكة فلوريدا (باليابانية: フロイレイダ، بالروماجي: furoireida)
أداء صوتي: كيكوكو إينوي

## وصلات خارجية
- موقع الأنمي الرسمي باللغة اليابانية
- ميرك ستوريا على موقع ANN anime (الإنجليزية)